# Mana (jeu)
Pour les articles homonymes, voir Mana.

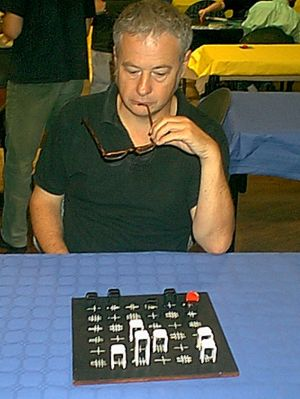
Claude Leroy
devant la maquette de Mana Mutu au Concours international de créateurs de jeux de société de Besançon en 2002

Mana est un jeu de société créé par Claude Leroy en 2005 et édité par Jactalea.
Pour deux joueurs, à partir de 8 ans, pour environ 15 minutes.

## Principe général
Mana est la version aboutie d'un jeu de société combinatoire abstrait pour deux joueurs primé en 1987 à Boulogne-Billancourt et édité sous le nom de Escampe. Le principe fondateur du jeu n'a pas changé mais la règle a légèrement évolué et l'édition est maintenant en cuir ce qui confère au jeu un caractère précieux bien que le prix reste fort accessible.
Le but du jeu est de capturer le damyo (seigneur) adverse avec son propre damyo ou un de ses cinq ronin (samouraïs). Une pièce se déplace du nombre de cases correspondant à la case dont elle part. Les déplacements sont orthogonaux mais il est possible de changer de direction en cours de route sans toutefois pouvoir revenir sur ses pas.
La subtilité, c'est qu'on ne joue pas la pièce de son choix, mais une pièce se trouvant sur une case de même type que celle atteinte par l'adversaire qui vient de se déplacer.

## Règle du jeu

### Matériel
- Un tapis de jeu comportant 6x6 cases, dont 12 simples, 12 doubles, 12 triples ;
- Un daimyo (seigneur) et cinq ronin (samouraïs) rouge ;
- Un daimyo et cinq ronin ocres ;
- Un accessoire muni d'un pédoncule : le Mana.

### Mise en place
- Le joueur « rouge » oriente le tapis à sa guise, en choisissant entre les 4 bordures possibles celle qui lui convient ; puis il installe ses pièces en choisissant 6 des 12 cases de ses 2 premières rangées.
- Le joueur « ocre » installe à son tour ses 6 pièces sur 6 des cases de ses 2 premières rangées.

### But du jeu
On gagne la partie quand une pièce (damyo ou ronin) élimine le damyo adverse en le rejoignant sur sa case.

### Déroulement
Chaque case indique quel est le déplacement possible (1, 2 ou 3 cases), on joue donc trait par trait et chaque pion a un mouvement dépendant de la case où il se trouve.

## Récompense
- Escampe, la première version de Mana, a reçu le Gobelet d'Argent au Concours de créateurs de jeux de société de Boulogne-Billancourt en 1987.
- Concours de créateurs de jeux de Besançon Boucle d'Argent 2002

## Versions du jeu
Le jeu est construit en cuir. La première version du jeu était en cuir blanc, suivi ensuite d'une édition cuir ocre, puis une version cuir rouge.